# アンデシュ・フレドリク・レグネル

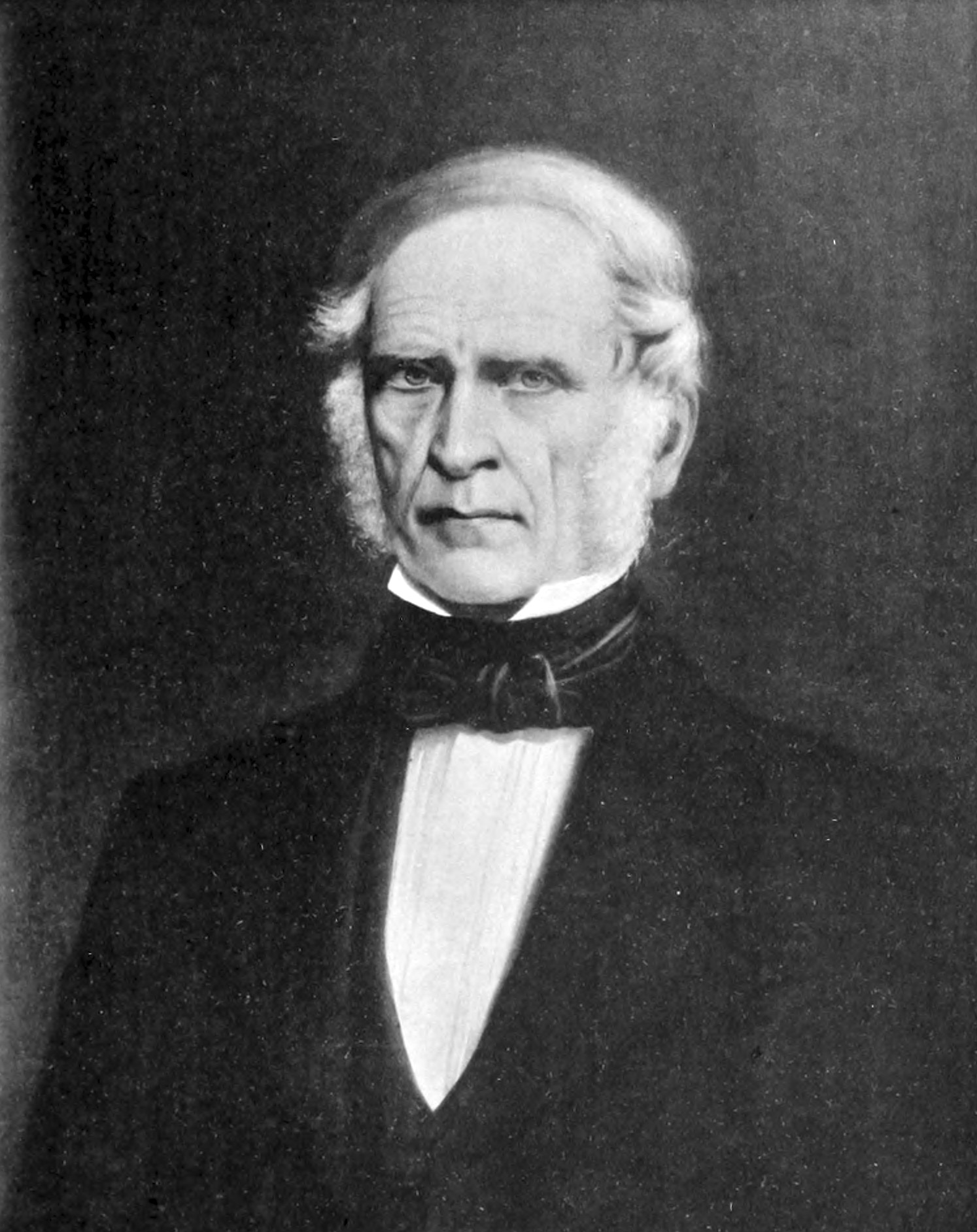
アンデシュ・フレドリク・レグネル

アンデシュ・フレドリク・レグネル（Anders Fredrik Regnell、1807年6月8日 - 1884年9月12日）は、スウェーデンの医師、植物学者である。ブラジルで医師として成功し、スウェーデンの科学界に多くの支援を行った。

## 略歴
ストックホルムに生まれた。ウプサラ大学で学び1837年に医学の博士号を得た。解剖学者のアンデシュ・レチウス（Anders Retzius）の助手として働き、スウェーデン最初の近代病院、Serafimerlasarettetで働いた。1839年から1840年には地中海を航海した軍艦、"Jarramas”に船医として乗船した。
1840年に肺病を患い、ブラジルに転地し、ミナスジェライス州のカルダスで一生を過ごした。ブラジルで臨床医としての名声を得て、多くの財産を作った。ブラジルの植物を収集し、北欧の博物館などのヨーロッパに送った。ブラジルの動物や地質、気象なども研究した。
ヨーロッパの何人かの植物学者を資金援助し、祖国の研究機関に多額の寄付を行った。屋敷をウプサラ大学に寄贈した。ウプサラとヨーテボリの学会やウプサラ医師協会の名誉会員に選ばれ、1877年にウプサラ大学から名誉博士号を受けた。カルダスで没したが、ウプサラの墓地に葬られた。ウプサラ大学の生理学および病理学の研究機関を収容する建物はRegnellianumと名づけられた。
ラン科の植物の属名、Regnellia（Bletiaのシノニム）に献名された。